# Академията на Платон (мозайка)
„Академията на Платон“ (на италиански: Accademia di Platone) е мозаечно пано с размери 86 х 85 cm, намерено в Помпей и изложено в Националния археологически музей в Неапол, Италия. Названието, добило популярност, следва най-застъпеното тълкуване като изображение на ключови фигури от Платоновата академия, макар това да е хипотетично.

## История
Мозайката е открита през 1897 г. при археологически разкопки в Къщата на мистериите, намираща се в погребания през 79 г., под лавата на Везувий римски град Помпей. Тя практически дублира намерена в Сарсина мозайка, описана подробно още от Винкелман. За класическата античност "седемте мъдреци" е популярна тема, върху която има множество вариации, особено в по-късни времена, когато на седморки групират корифеите в различни дисциплини. Така освен философи от платоновата школа, са предложени перипатетици, астрономи и др.
Академията е философска школа основана от Платон през 387 пр.н.е. в Атина, известна с  името на мястото, където се намирала. Освен последователи на Платон от нея произлизат и други философи, в това число Аристотел, който преди да основе собствена школа, учи там в продължение на двадесет години (367 - 347 г. пр. Хр.).

## Описание
Мозайката, очертана от корниз съставен от богат венец от листа, плодове и комични маски, типични за този период, изобразява срещата на група от седем философи. Четирима от тях са седнали на полукръгла каменна пейка, а трима стоят прави. Всички с изключение на един, който носи хитон, са заметнати с наметало – облекло характерно за класическите гръцки говорители и философи. Освен това всички имат голи дясна ръка или цялата горна част на тялото, с изключение на един, който е най-отзад и държи ръцете си скрити под наметалото. Вероятно е посетител на Академията, чийто жест може да се тълкува като знак на уважение. Идентифицирането на фигурите е предмет на дискусия.
Третият отляво, който очертава геометрична фигура, би следвало да е Платон. Другите герои са съсредоточени и слушат внимателно, а двама говорят помежду си. В първия от ляво можем да разпознаем Хераклид Понтийски, във втория Лизий в предпоследния вдясно Ксенократ, докато последният от дясно, който държи свитък в дясната си ръка, може да е Аристотел. За да се създаде атмосфера на творчески разговор, крайно вляво е изобразен Хераклид Понтийски, сложил лявата си ръка на рамото на един от учениците, като повдига дясната си ръка, сякаш иска да обясни нещо и гледа към небесната сфера, докато другите фигури са насочени към него.
На фона има изобразени хълм и храм, в който е възможно да се идентифицира Атинският акропол с Партенона. В краката на учените се вижда кутия с поставена вътре сфера, върху която е нанесена гъста мрежа от меридиани и паралели, вероятно свързани с дискусията, фокусирана върху космологичните теми. Около седемте фигури са представени от ляво надясно портал с две колони свързани с греда, на която има поставени четири съда (символи на аритметиката, геометрията, астрономията и музиката, или на четирите сезона на годината, или на позициите на Слънцето), дърво и колона със слънчев часовник, напълно характерни за митологичен пейзаж без точна географска препратка. Всъщност би могло да се предполага, че е изобразена гробницата на митичен атински герой, близо до която, в залесена местност край Атина, е била построена древната Платонова академия.